# Pedreguer (kommun)
Pedreguer är en kommun i Spanien.   Den ligger i provinsen Provincia de Alicante och regionen Valencia, i den östra delen av landet, 400 km sydost om huvudstaden Madrid. Antalet invånare är 7 751. Arean är 29,6 kvadratkilometer. Pedreguer gränsar till Alcalalí, Beniarbeig, Benidoleig, Denia, Gata de Gorgos, Llíber, Ondara och Xaló. 
Terrängen i Pedreguer är platt norrut, men söderut är den kuperad.